# Progarypus gracilis
Espèce
Progarypus gracilis est une espèce de pseudoscorpions de la famille des Hesperolpiidae.

## Distribution
Cette espèce est endémique du Minas Gerais au Brésil. Elle se rencontre dans les grottes Gruta Periperi à Matozinhos, Gruta do Labirinto Fechado et Gruta da Lapinha à Lagoa Santa et Gruta do Bari à Pedro Leopoldo.

## Publication originale
- Mahnert, 2001 : Cave-dwelling pseudoscorpions (Arachnida, Pseudoscorpiones) from Brazil. Revue Suisse de Zoologie, vol. 108, no 1, p. 95-148 (texte intégral).